# 曲江镇 (仁寿县)
曲江乡，是中华人民共和国四川省眉山市仁寿县曾经下辖的一个镇。2019年12月，撤销曲江镇，将其所属行政区域划归方家镇管辖。

## 行政区划
曲江乡下辖以下地区：
蟠溪村、水池村、柳河村、红碑村、爱武村、发明村、建国村和金鼓村。